# Mőcsény
Mőcsény es un pueblo ubicado en el distrito de Bonyhád, en el condado de Tolna, Hungría.

## Superficie
Posee una superficie de 12,15 kilómetros cuadrados.

## Demografía
Hasta 2019 la población era de 358 habitantes, con una densidad de población de 29,47 habitantes por kilómetro cuadrado.